# Brenibba
Brenibba er et fjeld i Luster kommune i Vestland fylke i Norge. Det har en højde på 2.017 meter over havet. Toppen står som en nunatak op fra Jostedalsbræen. Brenibba og Lodalskåpa er de eneste bjerge over 2.000 meter på bræen.
Brenibba ligger 2,5 km syd for Lodalskåpa og 12 km nordøst for Høgste Breakulen. det er en del af Jostedalsbreen Nationalpark. Søerne Austdalsvatnet og Styggevatnet ligger 11 km vest for Brenibba.

## Navnet
Det første led bre kommer af "bræ" og det andet, nibbe betyder bjergtop.